# Cái
Pour les articles homonymes, voir Cái.

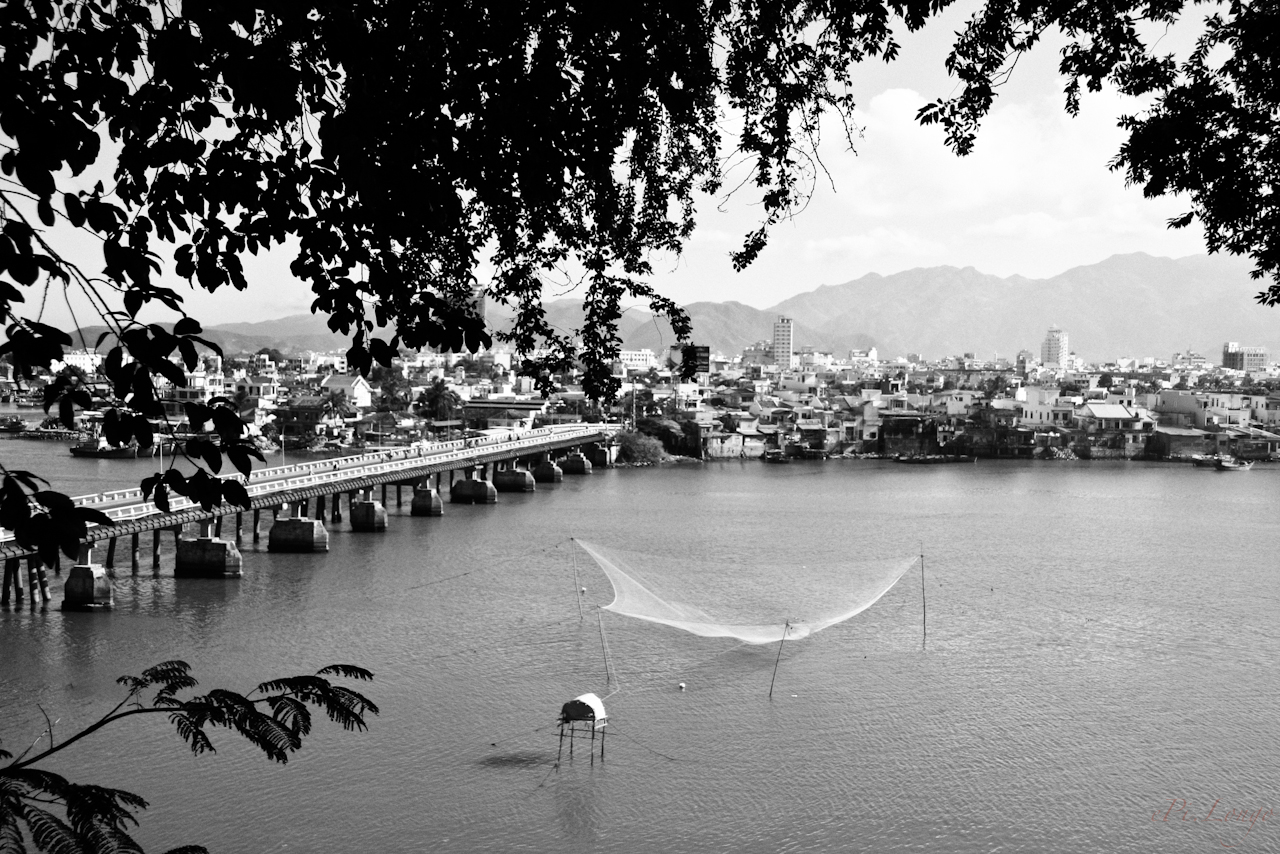
Le fleuve traversant Nha Trang.

Le Cái (appelé aussi Phu Loc) est un petit fleuve du Viêt Nam de 84 kilomètres qui se jette dans la baie de Nha Trang après avoir traversé les provinces de Đắk Lắk et de Khánh Hòa et la ville de Nha Trang.
Sa pente moyenne est de 22,8% et sa densité au printemps est 0,82 km / km ². Il possède quinze affluents de plus de 10 kilomètres de longueur. Pendant la saison des inondations, d'octobre à décembre, son débit augmente de 73%.